# Ville-sans-Nom
Ville-sans-Nom fut le nom officiel de la ville de Marseille du 6 janvier 1794 au 12 février 1794.

## Histoire
À la suite d'une révolte contre la Convention jacobine et du ralliement de Marseille au mouvement fédéraliste girondin, Marseille est privée de son nom le 6 janvier 1794 par les Jacobins vainqueurs.
Le 12 février 1794, le député jacobin Étienne-Christophe Maignet, rend à la ville son nom originel.